# Sophronica metallescens
Sophronica metallescens är en skalbaggsart som beskrevs av Stefan von Breuning 1978. Sophronica metallescens ingår i släktet Sophronica och familjen långhorningar. Inga underarter finns listade i Catalogue of Life.